# 海龙屯

海龙屯
海龙屯或海龙囤（海龙囤因海龙塘而得名，海龙塘又名龙岩水）位于中国贵州省遵义市汇川区高坪街道白沙村龙岩山上的一个带有军事防御的土司城址，始建于南宋末年抗元时期，被视为当今中国保存程度最好的中世纪城堡遗址，在贵州历史上也占有重要的地位。
自876年杨端据播州时始建，经历杨氏土司凡27世，直到1600年平播之役时被灭，此后海龙囤成为遗迹长期掩埋在历史中直到20世纪末被文物工作者再次发现。海龙屯在2001年被列为第五批全国重点文物保护单位，并在2014年作为成为土司遗址的组成部分被列入世界遗产中，也是贵州省第二个世界遗产和遵义市的首个世界文化遗产。

## 历史
海龙屯的历史与播州楊氏的兴亡有着密切的关系。唐末乾符三年（公元876年），在杨氏族人之一的土酋杨端的带领下，杨氏族人经泸州（今四川南部）、合江（泸州市管辖）迁入到了播州白锦（今贵州省遵义县南部），杨端也成为了统治播州的杨氏土司始祖。杨端为了立足播州，他在播州南部龙岩山上一高300公尺的山顶平台修建了驻军的城池，以东为杨端驻军抗击南诏的定军山，同时杨端还在城池的东部修建了牧马的养马城。杨端在于播州当地的望族缔结友好关系联同抵抗闽蛮和南诏后，他在播州的统治地位渐趋稳固。
海龙屯始建于南宋宝祐五年（1257年），是宋末抵抗蒙古的产物。播州也是宋朝在贵州最大的羁縻州，其辖区面积也不断扩大。南宋淳祐年间蒙古南侵四川局势危急，播州安抚使杨文见此提出了“保蜀三策”。1253年，蒙古西路军绕避四川侵入今云南境内大理国后，向西侵入播州西境。之后南宋朝廷派湖南节度使吕文德、吕逢年被安排担任播州的部署，宝佑三年（1255年）宋军播州北境修筑了龙岩城。杨文也按照此“因山为城”的防御理念，并和吕文德共商后，在播州城西北的龙岩山上修建了龙岩新城，即海龙囤。根据《宋史》的记载海龙囤的修建上也有政府的财款介入。但此时海龙囤并未投入战争使用。
南宋德祐二年即至元十三年（1276年），元军攻陷南宋首都临安。包括播州的杨氏土司等西南部的土司主动向元军示意归降，1277年播州以和平的方式正式成为了元朝的疆土。在元朝时期杨氏在播州的统治达到了一个鼎盛。
明朝成立后，播州的行政归属不断的在四川和贵州两者中变更。明朝中期，杨应龙与明朝廷依旧保持着较好的君臣关系，并维持着自祖上传承以来上贡朝廷的局面。贵川之间的矛盾、土司之间的纷争、播州内部的不合以及随着明朝杨应龙个人的因素综合作用下，当时的第29世杨氏统治者杨应龙走上了反叛之路。万历二十三年（1596年）杨应龙在原有基础上重修龙岩囤、新建了三重城垣九道石墙组成的军事大本营抗击朝廷，根据他亲笔所书的《骠骑将军示谕龙岩囤严禁碑》中得知重新海龙囤是因为自古“王公设险，以守其国”，并可将海龙囤作为“子孙万代之基业，保固之基本。”这种矛盾冲突终于在明万历二十八年（1600年）激化成为明军与土司军队的大战，4月明军围困海龙屯，6月攻破海龙屯防御体系，杨应龙焚毁宫殿后携妻自杀，战役中海龙屯遭到巨大破坏，并最终淹没在历史的长河中。万历二十九年（1601年）播州宣慰司被革除，在原播州境分设遵义军民府和平越军民府，分别属四川布政司和贵州布政司，土司制度也改土归流。

### 再次发现
1979年，遵义县文化馆工作人员葛镇亚被抽调参与文物普查工作。他赴遵义市海龙坝探访，确认了史料中海龙屯的真实存在以及地理位置。后又找来当地的村支书刘远光带路，对海龙屯的各个关口进行了更加详细的拍摄、绘制，回去后结合史料记载编制报告。1982年2月，海龙屯被贵州省政府列为省级重点文物保护单位

。

## 结构
海龙囤位于今西南部贵州省遵义市北40多公里处，云贵高原向四川盆地过渡的斜坡北段的大娄山东支龙岩上，山脚北部被白沙水环绕，其南被腰带岩沟环绕并与白沙水交汇东流，山脚海拔970米，山顶海拔约1350米，四面都为悬崖，只有在海龙屯西南端有一条山脊与后山相连接。海龙屯分内城和外城，现存近5.6公里长的城墙，总面积1.59平方千米。在明代末期海龙囤已达到山城的规模。早于海龙屯修建的、屯东3公里外的养马城是屯的防御体系中的一道重要屏障。
海龙屯外城东侧防御体系（又称作山前关城）由外至里依次为屯东外城墙、东南进入屯内的首关铁柱关、铜柱关、登屯古道、歇马台，在此之间由“一”字形城墙连接铜柱关和铁柱关并到达三十六步天梯。三十六步是唯一可前往飞虎关的道路，整体坡度达30度，每一级阶梯宽2.8米，高0.5米，步跨约1.5米，总斜长51.5米。飞虎关坐南向北，是海龙屯的一大门，位于龙岩山山腰。飞虎关后是飞龙关，两关之间由沿悬崖上开凿、由一条蜿蜒的大道（今称作龙虎大道）连接，大道外侧有石构的矮墙防护。飞龙关位于山上主城的东北角，在古时同飞虎关相似关城前面有陡峭的石构阶梯，近门洞处凿有濠沟，需要架桥通行。在飞龙关的左侧为深沟“杀人沟”。飞龙关以及朝天关所在地理位置上三面被深谷环绕，地势相对独立。过飞龙关沿东侧悬崖边女墙内的道路转山后来到朝天关，朝天关坐西向东北，与主城新王宫朝向基本一致，关的南北两侧与城墙相接。飞凤关（太平关）为东侧防御体系最后一关，与朝天关共同形成防御工事，是入海龙屯的正门，但此关本身防御作用不强。飞凤关内东北西三面有石墙合拢形成院落，院内有两级台地，在北城墙处设门。
海龙屯外城西侧防御体系由后关、西关、万安关、月城和土城等组成。后关关门位于两座山峦间的山凹处，关城的城门坐东北向西南。入后关经一堵高墙间的券拱门道来到西关，石构梯道与关城楼之间有抬升，需要放活动板桥来到关城门。万安关，是由后山从后门进入海龙囤内城的最后一道关口，关左右两侧都是陡崖。万安关与西关和后关与土城墙的修建形成了向西方向凸出的双重的瓮城防御体系。连同东西侧的飞凤关、万安关和朝天关和沿屯顶修建的城墙与飞龙关构成内城的防御体系。
屯顶西北侧山梁之上是整个衙署区的核心的新王宫殿遗址，朝向东北。新老王宫各自占据着一处前低后高的山梁，结合城墙总面积为1.8公顷（0.018平方千米），有500余米长的围墙环绕，平播战役后仅剩明代的遗迹。新王宫遗址分东路、中路和西路，东路坐西南向东北，建筑修建在依次抬升的台阶上，台阶四层台阶，分为三道，宽度不同。构造寓有‘九五之尊’，称帝之意。由下到上为大门、仪门、大堂和二堂，厅堂面阔五间、仪门面阔三间与古代官阶相结合。平播战役后的1603左右年，在仪门之后修建了超度阵亡将士的海潮寺。位于新王宫西路建筑偏后方为杨应龙自杀的后房，又称作三台星，建于五级逐级抬升的台基上。以及发现了构成上下立体交通的石砌拱券通道以及土司生活遗迹。海龙囤中部的山梁上为老王宫遗址，地势西南高东北低，其建造时间估计为南宋时期。